# سورچین
سورچین (به صربی: Surčin) یک منطقهٔ مسکونی در صربستان است که در Belgrade District واقع شده‌است.